# 바투 (음악 그룹)
바투는 대한민국의 음악 그룹이다. 2018년 디지털 싱글 앨범 [춘곤증]으로 데뷔했다.

## 방송
- 락쿵 (2022) - 우승

## 음반
- The Challenger Takes It All (2017)
- 춘곤증 (2018)
- 감정과 조화 (2019)
- 락쿵 Semi Final Part 1-1 (2022)
- 락쿵 Final (2022)
- 한 (2023)
- 순환의 깊이 (2024)

## 공연
- 2018 광주사운드파크페스티벌 (2018)
- KB국민카드 스타샵 X 인천펜타포트락페스티벌 2019 (2019)
- 바투 첫 단독공연 (2020)
- NO MERCY FEST [SUMMER HAMMER] (2020)
- #우리의무대를지켜주세요 (2021)
- 페스티벌 나다 2021 (2021)
- New Kidz on the HUKEZ vol.6 (2022)
- 2022 부산국제록페스티벌 (2022)
- 2023 ACC 빅도어콘서트 - 광주 (2023)
- 440 Acoustic Waves Vol.1 (2023)
- 2023 부산국제록페스티벌 (2023)
- Ready for X - mas with 화노&바투 (2023)
- 바투(Batu) 정규 앨범 <순환의 깊이> 쇼케이스 (2024)

## 수상
- 부산 국제 록 페스티벌 첫걸음 돌잔치 2등 (2022)
- 평택전국밴드경연대회 금상 (2021)
- 펜타포트 유스스타 은상 (2019)
- 제1회 화성시문화재단 라이징스타를 찾아라 우승 (2018)
- 광주정보문화산업진흥원 뮤지션 인큐베이팅 동상 (2018)